# Zatoka Białego Niedźwiedzia
Zatoka Białego Niedźwiedzia (dawny polski egzonim: Zatoka Białych Niedźwiedzi, norw. Isbjørnhamna) – zatoka na północnych brzegach fiordu Hornsund w południowo-zachodniej części wyspy Spitsbergen w archipelagu Svalbard. U jej brzegów położona jest Polska Stacja Polarna Hornsund. Na południowo-zachodnim krańcu zatoki leży wysunięty w morze Przylądek Wilczka (Wilczekodden). Od północnego wschodu zatoka ograniczona jest Przylądkiem Baranowskiego.

## Nazewnictwo
Komisja Standaryzacji Nazw Geograficznych poza Granicami Rzeczypospolitej Polskiej początkowo zalecała egzonim w formie Zatoka Białych Niedźwiedzi (egzonim ten wymieniany jest już w publikacjach z lat 90.). Nazwa ta została utworzona wbrew etymologii oryginalnej nazwy norweskiej, oznaczającej w rzeczywistości port (zatokę) Isbjørna od norweskiego lodołamacza "Isbjørn", który zawinął tu w 1942 roku – samo słowo isbjørn faktycznie oznacza niedźwiedzia polarnego. Nazwę Zatoka Białych Niedźwiedzi nosiła wydana w 1960 roku książka Jana Józefa Szczepańskiego, będąca sprawozdaniem z wyprawy na Spitsbergen oraz o rok późniejszy, kilkukrotnie nagradzany film Jarosława Brzozowskiego W Zatoce Białych Niedźwiedzi. Dzięki filmowi i książce polska nazwa została spopularyzowana w tej postaci. Jednak w 2013 roku Komisja Standaryzacji Nazw Geograficznych zmieniła nazwę na Zatoka Białego Niedźwiedzia.